# Академия танца Бориса Эйфмана
Академия танца Бориса Эйфмана — Санкт-Петербургское государственное бюджетное профессиональное образовательное учреждение, осуществляющее подготовку
артистов балета и специалистов художественно-постановочных цехов. Идея создания хореографического училища принадлежит народному артисту Российской Федерации Борису Эйфману. Открытие Академии состоялось 2 сентября 2013 года.

### История создания и строительство Академии
24 января 2011 года Правительством Санкт-Петербурга было подписано Постановление № 76 «О создании Санкт-Петербургского государственного образовательного учреждения среднего профессионального образования техникума „Академия танца Бориса Эйфмана“». Для строительства Академии был выделен участок в Петроградском районе, ограниченный улицей Лизы Чайкиной (на месте здания репетиционной базы театра Бориса Эйфмана), Большой Пушкарской и Введенской улицами. Реконструкция квартала с приспособлением двух памятников архитектуры конца XIX — начала XX века разрабатывало петербургское архитектурное бюро «Студия 44». Проект реализовывался в три очереди.
Первая очередь включала в себя балетный комплекс с 15-ю хореографическими залами, интернатом на 135 мест для бесплатного проживания иногородних учащихся, медицинский центр, обеспечивающий профилактику, лечение и реабилитацию учащихся, бассейн, столовую. Площадь застройки составила 3 000 м²., общая площадь комплекса — 11 939 м².

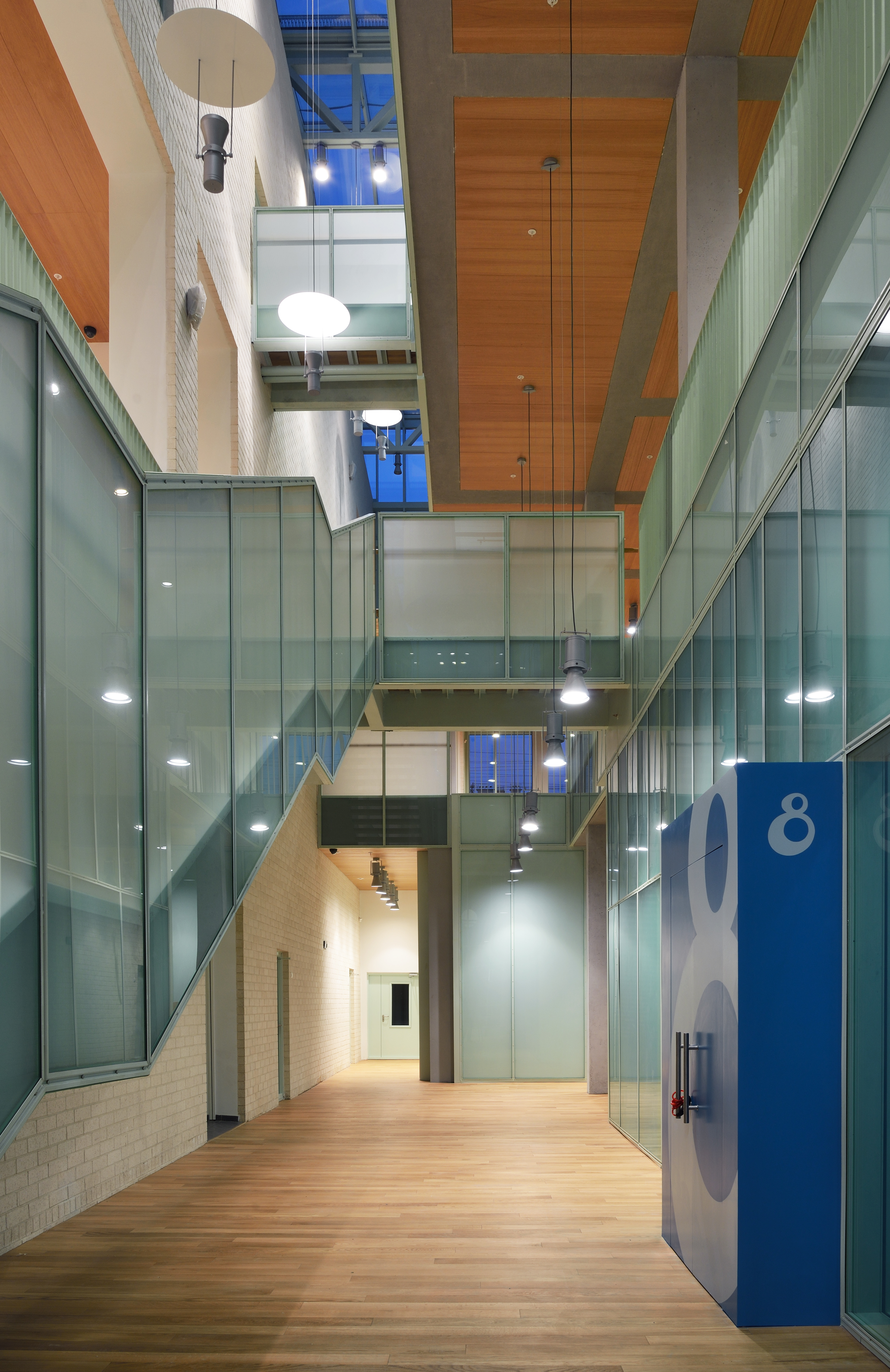
Фойе Академии Эйфмана

Вторая очередь представляла собой реконструкцию и приспособление под Музей истории балета памятника деревянного зодчества — особняка Ю. К. Добберт. Третья очередь — реконструкция существовавшей ранее школы под общеобразовательные классы Академии и строительство Детского театра танца Бориса Эйфмана, общей площадью 8 800 м².Торжественная закладка монет в фундамент будущего здания Академии состоялась 19 мая 2011 года. Директором Академии танца Бориса Эйфмана была назначена почётный работник общего образования РФ Лали Отаровна Афанасьева.
В декабре 2012 года была введена в эксплуатацию первая очередь комплекса зданий Академии.
2 сентября 2013 года Академия приняла своих первых учеников из Санкт-Петербурга, Москвы, Хабаровска, Казани, Екатеринбурга, Орла, Волгограда, Ростова и других городов. На открытии нового хореографического училища присутствовали Губернатор Санкт-Петербурга Георгий Полтавченко и заместитель министра культуры РФ Алла Манилова.
15 сентября 2015 года в здании Академии танца Бориса Эйфмана был открыт первый памятник хореографу Джорджу Баланчину скульптора Важи Микаберидзе.
1 сентября 2019 года был открыт учебный корпус Академии с классами для общеобразовательных дисциплин.
16 ноября 2019 года в рамках VIII Санкт-Петербургского международного культурного форума состоялось открытие Театра Академии танца Бориса Эйфмана — Детского театра танца Бориса Эйфмана.

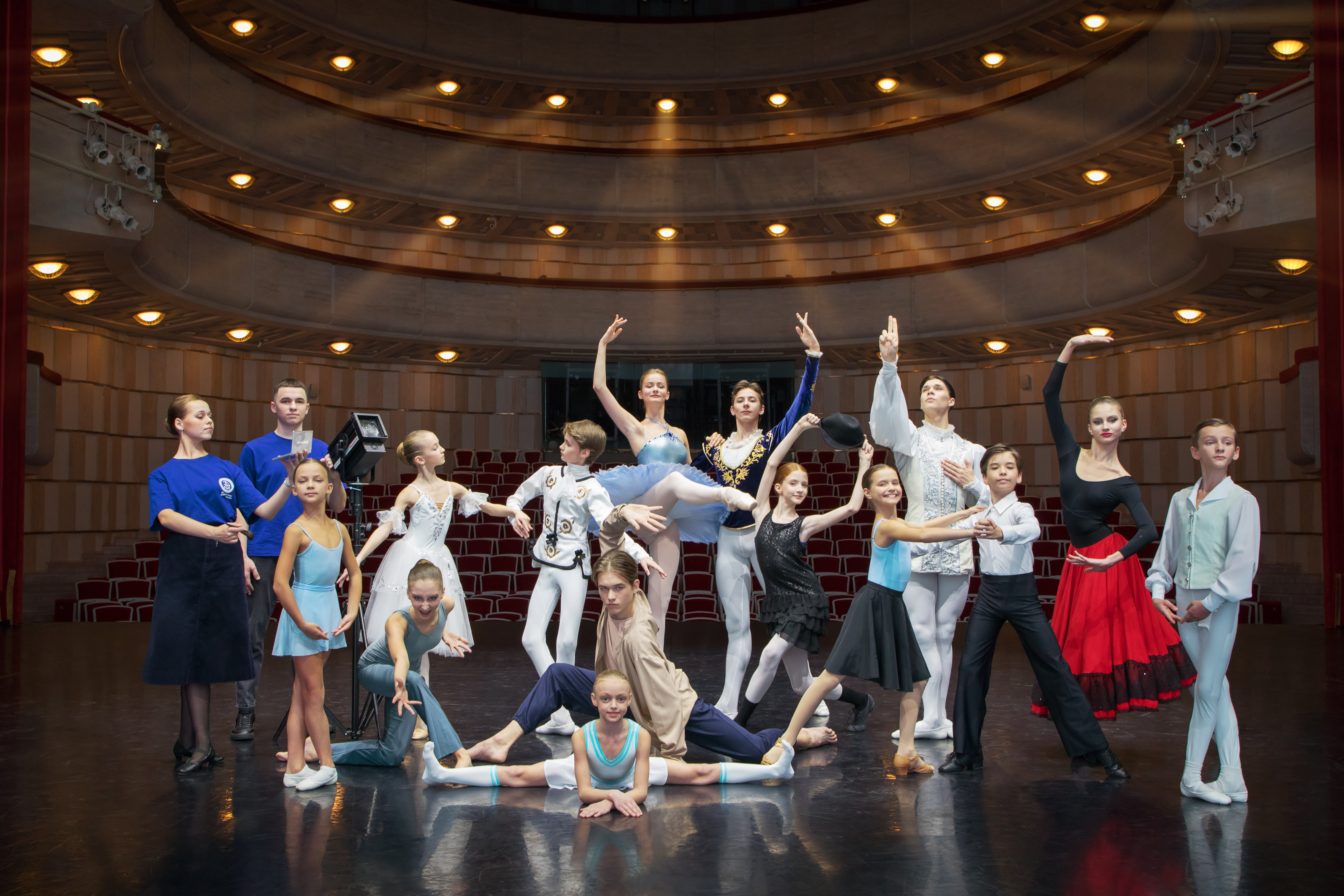
Образовательные программы

### Образовательные программы, которые реализуются в Академии танца Бориса Эйфмана
1. Основная общеобразовательная программа начального общего образования.
2. Дополнительная предпрофессиональная общеобразовательная программа в области хореографического искусства «Искусство балета».
3. Основная профессиональная образовательная программа среднего профессионального образования в области искусств, интегрированная с образовательными программами основного общего и среднего общего образования, по специальности 52.02.01 «Искусство балета».
4. Основная профессиональная образовательная программа среднего профессионального образования — программа подготовки специалистов среднего звена по специальности 53.02.09 «Театрально-декорационное искусство (по видам)» — по видам «Художественно-гримерное оформление спектакля», «Художественно-костюмерное оформление спектакля» (на базе 9 класса).
5. Основная профессиональная образовательная программа среднего профессионального образования — программа подготовки специалистов среднего звена по специальности 55.02.01 «Театральная и аудиовизуальная техника (по видам)» — по виду «Светорежиссура» (на базе 9 класса).

### Концепция обучения универсального артиста балета
Ключевая идея Академии танца Бориса Эйфмана — подготовка универсального танцовщика — артиста балета, одинаково хорошо владеющего как классическим, так и современным танцем. В основе обучения лежит методика преподавания А. Я. Вагановой и включает в себя традиционные для хореографического образования предметы: классический танец, народно-сценический танец, историко-бытовой танец, дуэтный танец, актёрское мастерство, музыкальная грамота и т. д. Вместе с тем учащиеся Академии танца Бориса Эйфмана с первых лет обучения осваивают различные направления и техники современной хореографии, изучают бальные танцы, танец модерн, джазовый танец, контемпорари, занимаются гимнастикой, акробатикой, ритмикой, ритмопластикой и пластической выразительностью.

### Поступление и обучение в Академии танца Бориса Эйфмана
Поступление в Академию возможно с 8 лет (3-й класс начальной школы). Педагоги Академии танца Бориса Эйфмана в течение всего учебного года проводят предварительные просмотры в Академии, выезжают в учреждения Санкт-Петербурга, а также в регионы России — Челябинск, Нижний Новгород, Хабаровск, Калининград, в другие российские города и в ближнее зарубежье (Белоруссия, Казахстан и т. д.). На просмотрах оцениваются сценические данные ребёнка: растяжка, гибкость, подъём стопы, выворотность, амплитуда шага. Успешно прошедшие предварительный просмотр приглашаются на вступительные экзамены. Вступительные экзамены проходят в три тура.
С первых лет обучения ученики участвуют в спектаклях Академического театра балета Бориса Эйфмана и Государственного академического Мариинского театра. Студенты Академии являются лауреатами и дипломантами международных конкурсов.
Со студентами Академии работают выдающиеся российские и зарубежные хореографы и педагоги, уроки и мастер-классы проводят Азарий Плисецкий, Акрам Хан, Ана Лагуна, Жан-Гийом Бар, Рубен Ольмо, Дэнис Вэйл, Боб Боросс, Михаил Канискин, Клэрмари Оста, Ноа Д. Гелбер, Стефан Жеромский, Уэйн Макгрегор и другие деятели искусства балета.

### Межрегиональный конкурс-фестиваль «Юный хореограф»
С 2017 года Академия танца Бориса Эйфмана проводит конкурс «Юный хореограф», цель которого — выявить талантливых детей и подростков, создающих собственные постановки, и помочь им развить способности. В 2022 году конкурс получил поддержку Министерства культуры Российской Федерации и получил статус Межрегионального фестиваля.

### Обучение специалистов художественно-постановочных цехов
В 2021 году в Академии танца открылось отделение театральных технологий для подготовки специалистов среднего звена по востребованным театральным профессиям. Здесь обучаются гримеры, светорежиссёры (театральные осветители), а с 2022 года — костюмеры. Обучение на отделении театральных технологий ведется на базе 9-ти классов общеобразовательной школы.

### Выпускники Академии
Выпускники Академии танца Бориса Эйфмана получают диплом о среднем профессиональном образовании с присвоением квалификации «Артист балета, преподаватель». Первый выпуск студентов Академии танца Бориса Эйфмана состоялся в 2021 году. Выпускники Академии приглашаются на работу в Театр балета Бориса Эйфмана, Большой театр России, Государственный академический Мариинский театр, Московский музыкальный театр им. К. С. Станиславского и Вл. И. Немировича-Данченко, в Театр «Балет Москва», в Михайловский театр, Театр балета имени Леонида Якобсона, Екатеринбургский, Саратовский, Самарский театры оперы и балета, Ростовский музыкальный театр и другие театры страны.
С 2019 года в Академии танца Бориса Эйфмана выходит журнал «Формула танца», Свидетельство Роскомнадзора ПИ № ФС 77 — 82207. В нём рассказывается о деятельности образовательного учреждения и о мире искусства танца.